# Diulevo, Burgas
Diulevo (în bulgară Дюлево) este un sat în comuna Sredeț, regiunea Burgas,  Bulgaria. 

## Demografie
Componența etnică a satului Diulevo
     Turci (1,83%)
     Bulgari (89,24%)
     Nicio identificare (7,78%)
     Altele (1,14%)
La recensământul din 2011, populația satului Diulevo era de 437 locuitori. Din punct de vedere etnic, majoritatea locuitorilor (89,24%) erau bulgari, cu o minoritate de turci (1,83%). Pentru 7,78% din locuitori nu este cunoscută apartenența etnică.